# Strada nazionale 84 dell'Appennino meridionale
La strada nazionale 84 dell'Appennino Meridionale era una strada nazionale del Regno d'Italia, che congiungeva Avellino alla costa ionica nei pressi della stazione di Villapiana-Torre Cerchiara.
Venne istituita nel 1923 con il percorso "Dalla nazionale n. 80 presso Avellino per Atripalda - Bivio S. Angelo dei Lombardi - Lioni - Ruoti - Potenza - Laurenzana - Corleto Perticara - S. Arcangelo - Senise - Cerchiara - Stazione Torre Cerchiara".
Nel 1928, in seguito all'istituzione dell'Azienda Autonoma Statale della Strada (AASS) e alla contemporanea ridefinizione della rete stradale nazionale, il suo tracciato costituì una porzione intermedia della strada statale 7 Via Appia (da Avellino a Potenza) e l'intera strada statale 92 dell'Appennino Meridionale (da Potenza alla stazione di Villapiana-Torre Cerchiara .